# Chrysotus monochaetus
Chrysotus monochaetus är en tvåvingeart som beskrevs av Kowarz 1875. Chrysotus monochaetus ingår i släktet Chrysotus och familjen styltflugor.
Artens utbredningsområde är Italien. Inga underarter finns listade i Catalogue of Life.